# Атанас Бабата
Атанас Иванов Димитров, наречен Баба̀та и Пазарджиклията, е български революционер, деец на Върховния македоно-одрински комитет и войвода на Вътрешната македоно-одринска реолюционна организация.

## Биография
Роден е в пазарджишкото село Синитово в семейството на учител. Рано остава сирак и става шивач, като работи като калфа в Пазарджик, а по-късно – в София. В София постъпва в Унтерофицерското училище и през 1897 година става член на ВМОРО. Наречен е Бабата заради едрото му телосложение и голямата му глава.
Атанас Бабата заедно с Марко Лерински, Христо Чернопеев и Михаил Апостолов Попето, е сред първите военни инструктори, изпратени в Македония от Гоце Делчев. През 1897 Атанас Бабата постъпва във върховистката чета на Антон Бузуков и заедно с четите на Гоце Делчев и Кочо Муструка обикалят Драмско и Сярско.
В началото на 1901 година Атанас Бабата е помощник войвода в тиквешката чета на Петър Юруков, а по-късно същата година става самостоятелен войвода. Участва в аферата „Мис Стоун“ заедно с Христо Чернопеев, Яне Сандански, Сава Михайлов, Кръстьо Асенов и Андон Кьосето.
По време на Илинденско-Преображенското въстание четата на Атанас Бабата действа в Кратовско, където води няколко тежки сражения с многохилядна турска войска. След въстанието Атанас Бабата заминава за кратко в София, а на 5 декември 1903 година отново навлиза в Кратовско с чета в състав:
| Чета на Атанас Бабата, 5 декември 1903 година | Чета на Атанас Бабата, 5 декември 1903 година | Чета на Атанас Бабата, 5 декември 1903 година | Чета на Атанас Бабата, 5 декември 1903 година | Чета на Атанас Бабата, 5 декември 1903 година                                                                               |
| Номер                                         | Име                                           | Селище                                        | Околия                                        | Забележка |
| --------------------------------------------- | --------------------------------------------- | --------------------------------------------- | --------------------------------------------- | --- |
| 1.                                            | Атанас Бабата                                 | Пазарджик                                     |                                               | |
| 2.                                            | Йордан Спасов                                 | Кнеже                                         | Щипско                                        | |
| 3.                                            | Андон Янев                                    | Шлегово                                       | Кратовско                                     | убит на 9 юли 1904 година в Горно Гюгянци                                                                                   |
| 4.                                            | Арсо Илиев                                    | Богословец                                    | Щипско                                        | завърнал се в България на 29 февруари 1904 година по болест убит по погрешка на 9 март 1905 година от другарите му в Кръкля |
| 5.                                            | Никола Досев                                  | Лесново                                       | Кратовско                                     | заминал легално още на 11 май 1902 година                                                                                   |
| 6.                                            | Найден Драганов                               | Литаково                                      | Орханийско                                    | завърнал се по свое желание на 20 юли 1904 година                                                                           |
| 7.                                            | Моне Станков                                  | Ратковица                                     | Кратовско                                     | завърнал се на 5 януари 1904 година по болест                                                                               |
| 8.                                            | Строиман Здравев                              | Лесново                                       | Кратовско                                     | заминава легален на 11 май 1904                                                                                             |
| 9.                                            | Анания Павлев                                 | Луково                                        | Кратовско                                     | заминава легален на 11 май 1904                                                                                             |
| 10.                                           | Юрдан Мицов                                   | Ломница                                       | Кюстендилско                                  | ранен на 29 февруари 1904                                                                                                   |
| 11.                                           | Алексо Марков                                 | Дурачка река                                  | Паланечко                                     | |
| 12.                                           | Лило Стоев                                    | Видраре                                       | Тетевенска                                    | убит на 9 юли 1904 година в Горно Гюгянци                                                                                   |
| 13.                                           | Йордан Досев                                  | Шлегово                                       | Кратовска                                     | |

В Кратовско основният проблем пред Атанас Бабата е засилената след въстанието сръбска пропаганда. След предателство от сърбомани на 11 юли 1904 година четите на Атанас Бабата, Славейко Арсов и Стоян Донски са обградени при светиниколското село Горно Гюгянци. След шест часово сражение, в което турците използват артилерия и кавалерия, четите успяват да пробият кордона и да се измъкнат, като загиват 20 четници и войводата Донски, а раненият войвода Славейко Арсов се самоубива. След сражението кратовската чета на Атанас Бабата извършва клане в Кокошине като наказва със смърт шпионите.
На 13 декември 1904 година кратовската чета на ВМОРО под командването на Атанас Бабата изненадва и разбива в Шопско Рудари сръбската чета на Йован Довезенски. Осем сръбски четници загиват и четата се пръска. На другия ден войводата Боби Стойчев унищожава изцяло в манастира край Беляковци откъснала се група от четата на Довезенски.
На конгреса на Скопския революционен район, провел се на 2 януари 1905 година над село Кнежево, Бабата е избран за член на окръжното ръководство на Скопски район заедно с Даме Груев, Ефрем Чучков, Кръстьо Българията и Мише Развигоров.
На 25 юни 1905 година четата на Атанас Бабата попада на потеря между селата Куклица и Пендак. Четата от 21 души заема връх Видим, над Долна Куклица, който е обсаден от няколкохилядна турска войска и башибозук. От Куманово пристигат и два ескадрона османска кавалерия, а по-късно и планинска артилерия, която започва да обстрелва върха. След приключване на мунициите четниците чупят пушките си, унищожават архива и се самовзривяват. Последен възпламенява своята бомба войводата. В сражението загива и четникът Йосиф (Йоско) Панайотов от Стара Загора, избягал в четата кадет от Военноморското училище във Варна.
Деецът на ВМОРО Стефан Аврамов пише за Атанас Бабата:
| „ | Бабата беше една от крупните фигури на освободителното движение. И каква вяра имаха в него Гоце, а след това и Даме! Със своята неизчерпаема енергия и свеж дух той будеше от вековен сън поробената рая и ѝ вдъхваше животворен ентусиазъм за борба и вяра в започнатото освободително движение... Неговата челичена структура, добрият му дух и творческа енергия не му даваха покой. Той не познаваше що е умора. Неговата смелост и решителност са редки в историята на македоно-одринското освободително движение. | “ |

## Галерия
- Атанас Бабата и негови четници реквизират храна от селяни в Кратовско
- Четата на Атанас Бабата. Източник: Държавна агенция „Архиви“
- Четата на Атанас Бабата в 1903 г. Източник: Държавна агенция „Архиви“
- Съвет на войводи – Михаил Ганчев, Сотир Атанасов, Боби Стойчев и отгоре Антон Шипков и Атанас Бабата. Източник: Държавна агенция „Архиви“
- Паметникът „Паднали за свободата на Македония“ в Кюстендил с името на Атанас Бабата (24-ти в третата колона)